# 海岸射撃板
海岸射撃板（かいがんしゃげきばん）は、距離計と併用して榴弾砲および臼砲の海岸間接射撃に必要な諸元を決定するのに用いるものである。

## 概要
半円海岸射撃板と、全円海岸射撃板の2種がある。半円海岸射撃板は次の範囲内にある砲台に適用される。すなわち、1射界60度以内、2観測所は砲台中央から左方約530メートル以内、右方約580メートル以内、後方約540メートル以内にあること、3観測所から砲台までの直線距離は、観測所が砲台の前方にあるときは約660メートル以内、後方にあるときは約760メートル以内。
全円海岸射撃板は360度の射界を有する砲台に適し、砲台と観測所との間隔（1 - 6キロメートル）によって、6種ある。